# St. Maria Magdalena (Cronheim)
Koordinaten: 49° 5′ 44″ N, 10° 39′ 49″ O

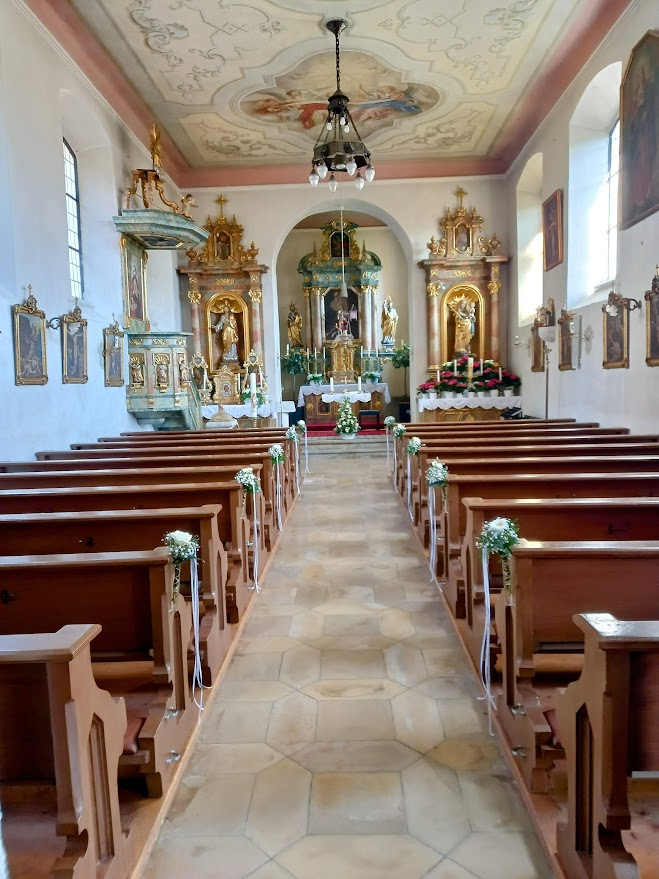
Innenansicht

Die römisch-katholische Kirche St. Maria Magdalena ist eine Pfarrkirche in Cronheim mit dem Kirchenpatrozinium Maria Magdalena. Sie ist eine im Kern romanische Wehrkirche und gehört zum Dekanat Weißenburg-Wemding im Bistum Eichstätt. Das Kirchengebäude steht als bayrisches Baudenkmal unter Denkmalschutz.

## Lage
Die Wehrkirche St. Maria Magdalena befindet sich im Ortszentrum von Cronheim westlich von Gunzenhausen im mittelfränkischen Landkreis Weißenburg-Gunzenhausen auf einer Höhe von 474 Metern über NHN. Sie grenzt an das Schloss Cronheim, dessen südliche Vorburg sie einst bildete.

## Geschichte
Die Pfarrkirche St. Maria Magdalena in Cronheim wurde angeblich um 1180 als Folge der staufischen Reichspolitik gegründet. Der Bau des Kirchturms erfolgte vermutlich um 1280. Ein Pfarrer wurde jedoch erst 1370 erstmals urkundlich erwähnt. Um 1477 ließ Wilhelm von Cronheim die Kirche als Kirchenburg ausbauen, die damit gemeinsam mit dem Allodium Cronheim als Vorburg des Schlosses Cronheim diente. Im Jahre 1666 wurde die Kirche erneuert und vergrößert. Die Turmhaube wurde im 18. Jahrhundert aufgebaut. 1889 wurden die Wehrgänge abgebrochen, die Ringmauer wurde auf die heutige Höhe abgetragen. Die Toranlage in Richtung Süden und die gekürzte Ringmauer blieben weitgehend erhalten. Um 1900 erhielt die Kirche einen neuen Hochaltar.

## Architektur
Die im Kern romanische Chorturmkirche ist in Ost-West-Richtung ausgerichtet. Der quadratische Turm ist durch einen oktogonalen Glockenturm verlängert, der durch eine Zwiebelhaube abgeschlossen ist. Das leicht breitere Langhaus ist westlich an den Turm angesetzt, wodurch Platz für zwei Seitenaltare geschaffen wurde. Es ist mit einer Chorempore abgeschlossen. Der verputzte Außenbau verfügt über eine architektonische Gliederung aus Fensterfaschen. Am Turm befinden sich zusätzlich Eck- und Gesimsbänder. Die Ringmauer sowie die Toranlage der ehemaligen Wehrkirche sind erhalten, wenngleich der Wehrgang auf der Ringmauer entfernt und die Gesamthöhe gekürzt wurde.
Das Kircheninnere ist geprägt von der 1898 durchgeführten Neuerrichtung des Langhauses. Aus dieser Zeit stammt auch größtenteils die Inneneinrichtung.

## Ausstattung
Über die gesamte Tiefe der westlichsten Fensterachse ist eine Orgelempore eingezogen, sie ist im Osten gerade geschlossen und wird von zwei dekorativen gusseisernen Säulen getragen. Die Decke ist mit Kirchenmalereien und Fresken ausgestattet, die der Münchner Maler Bonifaz Locher im Jahre 1910 geschaffen hat. Die Kanzel an der Nordseite wurde 1744 von Franz Xaver Bucher im Stil des Hochbarock geschaffen und stammte ursprünglich aus Großenried. Im Chor befindet sich ein tonnenschwerer Altarmonolith aus der Erbauungszeit, der von einem Ädikularetabel von 1771 abgedeckt ist. Das Hochaltarblatt trägt das Gemälde der Kirchenpatronin, der heiligen Maria Magdalena. An den Seiten befindet sich links eine vollplastische Statue des heiligen Petrus mit dem Schlüssel in der linken Hand und rechts die vollplastische Standfigur des heiligen Paulus aus dem Jahre 1898 mit dem Schwert in der linken Hand.
Die beiden Seitenaltäre, die als zweisäuliges Ädikularetabel in historisierender neobarocker Stilhaltung gefertigt sind, zieren links eine Herz-Jesu-Statue und rechts eine Maria-Statue mit Christuskind, die um 1520 entstanden sein dürfte. Auf den Seitenaltären stehen Altaraufsätze mit den vier lateinischen Kirchenvätern, wohl aus dem zweiten Viertel des 18. Jahrhunderts. Von den Kleinplastiken sind eine geschnitzte Statuette von Maria und Christus und eine Statue des heiligen Johannes Nepomuk in Priestertracht erwähnenswert.
Im Langhaus befinden sich zwei Glasfenster, die von der Verlängerung des Langhauses im Jahre 1898 stammen dürften. Sie zeigen die heilige Walburga und den heiligen Willibald. Der balusterförmige Taufstein ist im Stil des Barock aus Kalksandstein gefertigt und stammt aus dem 17. Jahrhundert.
Weiter befinden sich in der Kirche die Grabplatte (Kalksteinplatte mit Flachrelief) von Friedrich von Eybs erster Ehefrau Maria Martha Neustädter genannt Stürmer († 17. Januar 1607) sowie die Grabplatte des Eichstätter Vogts Georg Lorenz Schelldorfer (geb. 9. Januar 1698) sowie das Epitaph wohl eines Ritters aus dem Hause Seckendorff-Schechs aus der zweiten Hälfte des 16. Jahrhunderts.